# Konstantin Hierl
Konstantin Hierl (Parsberg, 24 februari 1875 - Heidelberg, 23 september 1955) was een zeer belangrijk figuur in het bestuur van het Derde Rijk en hoofd van de Reichsarbeitsdienst. Hij was tevens een belangrijke partner van Adolf Hitler voor hij aan de macht kwam.
In 1919 gaf majoor Hierl aan Hitler de opdracht een vergadering bij te wonen van de NSDAP.
Hierl werd op 5 juni 1931 (twee jaar voor de machtsgreep van de NSDAP) hoofd van de FAD (Freiwilliger Arbeitsdienst), een door de staat gesubsidieerde organisatie welke hielp met het uitvoeren van civiele en agrarische bouwprojecten. Er waren gedurende de grote depressie veel van deze organisaties om werkgelegenheid te creëren.
Toen de NSDAP in 1933 de macht greep had Hierl al een hoogstaande functie bij deze partij verworven. Hij werd toen tevens hoofd van de NSAD, welke in 1934 de naam Reichsarbeitsdienst kreeg. Deze functie behield hij gedurende de hele Tweede Wereldoorlog.
Op 24 februari 1945 ontving Hierl de Duitse Orde, de hoogste orde die de NSDAP kon uitreiken aan een individu, voor zijn bewezen diensten aan het Duitse Rijk.
Hij overleefde de Tweede Wereldoorlog, maar werd berecht tot opsluiting in een werkkamp, waar hij 5 jaar werkte. Hierl overleed in 1955.

## Militaire loopbaan
- Fahnenjunker: 1893
- Leutnant: 1895[3]
- Oberleutnant:[3]
- Hauptmann: 1908[3]
- Major:[3]
- Oberstleutnant:[3]
- Oberst:[3]
- Reichsarbeitsführer: 1 oktober 1935[3]
- Reichsarbeitsführer en Charakter Generalmajor: 14 mei 1936[3][4]

## Lidmaatschapsnummer
- NSDAP-nr.: 126.752 (lid geworden 1929)

## Decoraties
- IJzeren Kruis 1914, 1e Klasse en 2e Klasse[3][5]
- Ridderkruis in de Huisorde van Hohenzollern met Zwaarden[5]
- Orde van Militaire Verdienste, 3e Klasse met Zwaarden[5]
- Gouden Ereteken van de NSDAP in 1936[2][3][6]
- Duitse Orde op 24 februari 1945[2][3]
- Erekruis voor de Wereldoorlog[2][3]
- Gewondeninsigne 1918 in zwart[2]
- Deutsches Schutzwall-Ehrenzeichen op 24 november 1939[2]
- Kruis voor Oorlogsverdienste, 1e Klasse en 2e Klasse[2] met Zwaarden[3]
- Dienstauszeichnung der NSDAP voor (15 dienstjaren)[3]
- Anhaltisches Arbeitsdienst-Erinnerungsabzeichen[3]